# Héctor Mario López
Héctor Mario López (* 7. Mai 1930; † 18. Oktober 2015) war ein guatemaltekischer General.
López bekleidete während der Regierungszeit von Efraín Ríos Montt zwischen 1982 und 1983 den Posten des Chefs des Generalstabs der Armee.

## Festnahme
Gegen López lag seit 2000 eine Strafanzeige wegen Völkermordes und Verbrechen gegen die Menschlichkeit vor, die sich auf den 1999 veröffentlichten Bericht der Wahrheitskommission Comisión para el Esclarecimiento Histórico stützt. López soll demnach für mehr als 200 Massaker an der Zivilbevölkerung, meist an Angehörigen der Mayas, mitverantwortlich gewesen sein. Am 17. Juni 2011 wurde er in Guatemala-Stadt verhaftet.